# 낙신부

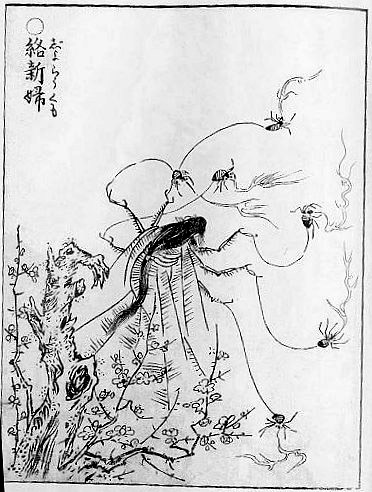
조로구모

낙신부(일본어: 絡新婦 조로구모[*])는 일본 각지에서 전승되는 요괴이다. 아름다운 여자의 모습으로 둔갑할 수 있는 무당거미로, 도리야마 세키엔의 《화도 백귀야행》에서는 실을 뿜어 새끼 거미들을 조종하는 거대한 거미 여인의 모습으로 그려져 있다.

## 같이 보기
- 츠치구모